# Zespół stożka rdzeniowego
Zespół stożka rdzeniowego – zespół neurologiczny spowodowany patologią końcowej części rdzenia kręgowego zwanej stożkiem (conus medullaris; segmenty S3-S5). Na obraz kliniczny zespołu składają się zaburzenia czucia w obszarze skóry okolicy perianalnej, perigenitalnej i wewnętrznej powierzchni ud, zaburzenia mikcji i funkcji seksualnych, oraz ból zajętej okolicy. Zniesiony jest odruch odbytniczy. Nieobecne są niedowłady. Etiologia jest najczęściej urazowa, niekiedy naczyniowa (tętniak aorty) lub związana z guzem nowotworowym samego stożka (np. wyściółczakiem).